# 12 Pułk Radioliniowo-Kablowy Ziemi Świeckiej
12 Pułk Radioliniowo-Kablowy Ziemi Świeckiej (12 prlk) – oddział Wojsk Łączności Sił Zbrojnych PRL i Sił Zbrojnych RP.

## Historia
12 pułk radioliniowo-kablowy powstał na mocy Zarządzenia Szefa Sztabu Generalnego WP Nr 08/Org. z 25 maja 1972 roku oraz Zarządzenia Wykonawczego Szefa Sztabu Pomorskiego Okręgu Wojskowego Nr 016/Org. z 4 maja 1972 roku. Podstawę do sformowania jednostki stanowiły dotychczas stacjonujące w Świeciu:
- Szkoła Podoficerów i Młodszych Specjalistów Nr 10,
- 111 batalion łączności dalekosiężnej,
- 3 batalion radioliniowo-kablowy 4 Łużyckiego pułku łączności z Bydgoszczy.

Zasadniczym zadaniem pułku było zapewnienie łączności radioliniowo-przewodowej sztabu Pomorskiego Okręgu Wojskowego z podległymi związkami taktycznymi i oddziałami w warunkach polowych, a także szkolenie podoficerów służby zasadniczej dla potrzeb wojsk łączności oraz podchorążych rezerwy.
Gotowość do działań jednostka osiągnęła we wrześniu 1972 roku. W okresie od 1973 do 1982 w strukturze organizacyjnej pułku funkcjonowały:
- batalion radioliniowy,
- kompania techniczna,
- kompania zaopatrzenia,
- Szkoła podoficerska,
- od lipca 1980 także Szkoła Podchorążych Rezerwy

W latach 1986 i 1987 12 prlk otrzymał medale "Za Osiągnięcia w Służbie Wojskowej" oraz umieszczony został w dyrektywie Ministra Obrony Narodowej. Od 1987 roku rozpoczęła w pułku działalność nieetatowa orkiestra dęta. 
W roku 1993 pułk brał udział w ćwiczeniach "Wrzesień-93" oraz "Aladyn-93". 13 maja 1995 jednostka otrzymała nowy sztandar oraz otrzymała wyróżniającą nazwę "Ziemi Świeckiej". W grudniu 1995 roku pułk przeszedł reorganizację struktur organizacyjnych, powstały pododdziały logistyczne oraz 2 batalion radioliniowo-kablowy. W czerwcu 1997 pododdziały pułku brały udział w ćwiczeniach "Opal-97", w lipcu tego samego roku pułk brał także udział w likwidacji skutków powodzi na południu Polski. Jesienią 1998 Szkoła Podoficerska Służby Zasadniczej została przeniesiona do Zegrza

31 grudnia 2001 pułk został rozformowany.

## Dowódcy pułku
- ppłk inż. Włodzimierz Augustynowicz – (4.05.1972-16.04.1978)
- ppłk dypl. Zbigniew Chruściński – (16.04.1978-29.04.1982)
- ppłk Władysław Hammer – (29.04.1982-03.01.1986)
- ppłk dypl. Antoni Dębiński – (3.01.1986-20.03.1989)
- ppłk dypl. Włodzimierz Lewandowski – (20.03.1989-12.02.1996)
- ppłk dypl. Jan Myślak – (12.02.1996-1999)
- ppłk dypl. Tadeusz Krawczyk – (1999-1.12.2000)
- ppłk dypl. Janusz Szner – (1.12.2000-31.12.2001)